# Samythella
Samythella is een geslacht van borstelwormen uit de familie Ampharetidae.
A.E. Verrill publiceerde de naam van dit geslacht in 1873 voor het eerst. Hij richtte het geslacht op voor de nieuwe soort Samythella elongata, een borstelworm van ongeveer 1,5 inch (3,8 cm) lengte, met 54 segmenten en met veel slanke tentakels, die was verzameld voor de kust van New England.
Verrill noemde het geslacht Samythella om de verwantschap aan te geven met het geslacht Samytha. Een van de verschilpunten is dat Samythella veel meer segmenten telt (rond de 50) dan Samytha.

## Soorten
- Samythella affinis Day, 1963
- Samythella bathycola Uschakov, 1950
- Samythella elongata Verrill, 1873
- Samythella interrupta Fauchald, 1972
- Samythella neglecta Wollebaek, 1912
- Samythella pacifica McIntosh, 1885
- Samythella pala Fauchald, 1972

### Taxon inquirendum
- Samythella dubia (Gallardo, 1968)

### Synoniemen
- Samythella eliasoni Day, 1973 => Eclysippe eliasoni (Day, 1973)